# The New Gospels
The New Gospels is een muziekalbum van Rick Wakeman.
Wakeman schreef gedurende zijn muzikale leven naast conceptalbums over kunst, de geschiedenis van Engeland en pianoalbums af en toe ook albums die uiting gaven aan zijn christelijke geloof. In die laatste categorie verscheen al eerder het album The Gospels. Wakeman was er niet tevreden over en kwam in 1996 met een gedeeltelijk nieuwe versie. En opnieuw was Wakeman er niet geheel tevreden over; hij wilde graag een beroepskoor en sommige stukken zouden nog herschreven moeten worden. Hij hoopte wel dat de muziek eens met volledig symfonieorkest en koor uitgevoerd kon worden; hij beschouwde het zelf als een oratorium.

## Musici
- Rick Wakeman – toetsinstrumenten
- David Paton – basgitaar
- Garfield Morgan – spreekstem
- Ramon Remedios – tenor
- New Gospel Choir - koor

## Tracklist
| Nr. | Titel                   | Duur |
| --- | ----------------------- | ---- |
| 1.  | Galilee                 |      |
| 2.  | The word                |      |
| 3.  | Power                   |      |
| 4.  | The gift                |      |
| 5.  | The magnificat          |      |
| 6.  | The Welcoming           |      |
| 7.  | Welcome a star          |      |
| 8.  | The way                 |      |
| 9.  | The Baptism             |      |
| 10. | Tempt him               |      |
| 11. | The sermon on the mount |      |
| 12. | The Lord´s prayer       |      |
| 13. | The road to Jerusalem   |      |
| 14. | Trail and error         |      |
| 15. | Await the hour          |      |
| 16. | The cross               |      |
| 17. | Children of mine        |      |
| 18. | The last verse          |      |